# Tamáska Gabriella
Tamáska Gabriella (Székesfehérvár, 1997. december 10. – ) magyar énekes, az X-Faktor nyolcadik évadának harmadik helyezettje.

## Pályafutása
Tanulmányait a Kőbányai Zenei Stúdióban végzi.
2018-ban jelentkezett az X-Faktorba, ahol Gáspár Laci mentoráltjaként lett ismert. A válogató során Lukas Graham 7 Years című dalát énekelte el. A válogatóműsor alatt előadta első saját dalát, melynek címe Bárhol. A dalt több, mint 5 milliószor hallgatták meg a YouTube-on. A műsor alatt hangi adottságai miatt sokszor Amy Winehouse-hoz hasonlították.
2019 nyarán megjelent A mi számunk című dala, amit közösen adtak elő Lotfi Begivel és Fluor Tomival. A dalt a 2019-es Strand Fesztivál hivatalos himnuszává avatták.

## Magánélete
2020 decemberében egy YouTube-videóban jelentette be biszexualitását.

## Diszkográfia

### Kislemezek
| Év   | Dal                                                       | Legmagasabb helyezés | Legmagasabb helyezés | Legmagasabb helyezés | Legmagasabb helyezés | Legmagasabb helyezés | Legmagasabb helyezés | Album                  |
| Év   | Dal                                                       | Mahasz               | Mahasz               | Mahasz               | Mahasz               | Mahasz               | Mahasz               | Album                  |
| Év   | Dal                                                       | Rádiós Top 40        | Editors' Choice      | Magyar Rádiós Top 40 | Dance Top 40         | Single Top 40        | Stream Top 40        | Album                  |
| ---- | --------------------------------------------------------- | -------------------- | -------------------- | -------------------- | -------------------- | -------------------- | -------------------- | ---------------------- |
| 2018 | Bárhol                                                    | -                    | -                    | -                    | -                    | 29                   | -                    | Nem jelent meg albumon |
| 2019 | A mi számunk (Lotfi Begi x Tamáska Gabi dal, közr. Fluor) | -                    | -                    | 18                   | -                    | -                    | -                    | Nem jelent meg albumon |
| 2019 | Bárhol (Lisbon Remix) (Tamáska Gabi x Lotfi Begi dal)     | -                    | -                    | 15                   | -                    | -                    | -                    | Nem jelent meg albumon |
| 2020 | Élőben jobb                                               | -                    | -                    | -                    | -                    | -                    | -                    | Nem jelent meg albumon |
| 2021 | SZERETEM (Tamáska Gabi x DOÓR dal)                        | -                    | -                    | -                    | -                    | -                    | -                    | Nem jelent meg albumon |
| 2024 | bye bye (Hundred Sins-szel)                               | -                    | -                    | -                    | -                    | -                    | -                    | Nem jelent meg albumon |

### Közreműkődések
| Év   | Dal                                                                                  | Legmagasabb helyezés | Legmagasabb helyezés | Legmagasabb helyezés | Legmagasabb helyezés | Legmagasabb helyezés | Legmagasabb helyezés | Album                  |
| Év   | Dal                                                                                  | Mahasz               | Mahasz               | Mahasz               | Mahasz               | Mahasz               | Mahasz               | Album                  |
| Év   | Dal                                                                                  | Rádiós Top 40        | Editors' Choice      | Magyar Rádiós Top 40 | Dance Top 40         | Single Top 40        | Stream Top 40        | Album                  |
| ---- | ------------------------------------------------------------------------------------ | -------------------- | -------------------- | -------------------- | -------------------- | -------------------- | -------------------- | ---------------------- |
| 2019 | Művirág [Live Session at SoundCam Productions] (Fiúk dal, közreműködik Tamáska Gabi) | -                    | -                    | -                    | -                    | -                    | -                    | Nem jelent meg albumon |
| 2019 | hellosziaélet (apuskaspeti dal, közreműködik Tamáska Gabi)                           | -                    | -                    | -                    | -                    | -                    | -                    | Nem jelent meg albumon |
| 2020 | Elég (GERENDĀS dal, közreműködik Tamáska Gabi)                                       | -                    | -                    | -                    | -                    | -                    | -                    | Nem jelent meg albumon |
| 2022 | Ha menni szeretnél (Buzás Bence dal, közreműködik Tamáska Gabi)                      | -                    | -                    | -                    | -                    | -                    | -                    |                        |